# O Vermelho e o Negro
Le Rouge et le Noir (O Vermelho e o Negro, em francês), com o subtítulo Chronique du XIX siécle ("Crónica do século XIX"), é um romance histórico psicológico em dois volumes do escritor francês Stendhal, publicado em 1830. Costuma ser citado como o primeiro romance realista, embora imbuído de uma sensibilidade romântica e, diferindo da literatura realista em geral (em especial Balzac), seja econômico nas descrições de ambientes físicos e pessoas, preferindo se aprofundar em seus processos psicológicos, levando ao extremo o foco do narrador onisciente. A ação transcorre na França no tempo da Restauração antes da Revolução de 1830, supostamente entre 1826 e 1830, e trata das tentativas de um jovem de subir na vida, apesar do seu nascimento plebeu, através de uma combinação de talento, trabalho duro, engano e hipocrisia, apenas para encontrar-se traído por suas próprias paixões. Em ensaio de 1954, Somerset Maugham incluiu-o entre os dez maiores romances de todos os tempos.
O nome da obra é motivo para controvérsias. Discute-se muito a que Stendhal se referia com o "vermelho" e o "negro". Muitos atribuem o negro a cor da batina do herói e o vermelho ao sangue lavado, mas há outras interpretações que também podem ser citadas como a razão para o nome. O que reforça a dúvida é que em certas ocasiões, conclamam que o nome "O Vermelho e o Negro", vem do vermelho da antiga farda vermelha (que depois tornou-se azul-claro) dos franceses e o negro da batina dos padres, demonstrando a principal dúvida de Julien: "revelar-se nobre e ter ascensão rápida e garantida na hierarquia religiosa, ou continuar mundano sob as mesmas circunstâncias na vida militar". Essa é uma interpretação para a aceitação de um jovem de origem humilde nos meios sociais de maior vulto e influência.
Em um artigo não publicado, sob um pseudônimo, Stendhal comenta sobre um livro e declara, ele mesmo, como "um livro que pela primeira vez até agora teve a ousadia de tratar dos sentimentos franceses" e também "o único livro que tem duas heroínas, a Senhora de Rênal e Mathilde".

## Enredo
O Vermelho e o Negro é a história de Julien Sorel, o ambicioso filho de um carpinteiro, na aldeia fictícia de Verrières, no Franco-Condado.
O romance é composto por duas partes: a primeira transcorre na província como tutor dos filhos dos Rênal e depois no seminário em Besançon, a segunda em Paris como secretário do Marquês de La Mole.

### Primeira parte
O primeiro livro apresenta Julien Sorel, que preferia gastar seu tempo lendo ou sonhando com a glória do exército de Napoleão a trabalhar como carpinteiro no quintal do pai ao lado de seus irmãos. Julien Sorel acaba se tornando um acólito do cura Chélan, que mais tarde lhe assegura um lugar de tutor para os filhos do prefeito de Verrières, Sr. de Rênal.
Sorel, que parece ser um clérigo piedoso e austero, na realidade tem pouco interesse na Bíblia, além de seu valor literário e a forma como ele pode usar passagens memorizadas para impressionar as pessoas importantes (passagens que ele, aliás, aprendeu em latim).
Após a sua chegada a casa dos Rênal, Julien Sorel apaixona-se pela Sra. de Rênal (mulher tímida e ingênua). A Sra. de Rênal era bondosa com este, e, pouco a pouco, sem se aperceber, apaixona-se por Julien, envolvendo-se com ele. A relação de adultério entre estas duas personagens será revelada, mais tarde, pela camareira da Sra. de Rênal, Elisa. Esta pretendia casar com Julien Sorel, que negou o seu amor. Então, para se vingar, Elisa contou a toda a cidade que a sua patroa e o empregado eram amantes (perante isto os habitantes reconheceram que Julien era um homem moderno). Depois desta revelação à cidade, chegou a vez do Sr. de Rênal receber em sua casa uma carta anônima, acusando sua mulher e Julien de serem amantes. As ordens do cura Chélan é que Sorel vá para um seminário em Besançon. Apesar de seu ceticismo inicial, o diretor do seminário, o abade Pirard (um jansenista e, portanto, ainda mas odiado que os jesuítas na diocese), começa a gostar de Sorel e torna-se seu protetor. Quando o abade Pirard deixa o seminário desgostoso com as maquinações políticas da hierarquia da Igreja, salva Sorel da perseguição que iria sofrer na sua ausência, recomendando-o como secretário do Marquês de La Mole, um legitimista católico.

### Segunda parte
O Livro II, que começa antes da Revolução de Julho, narra a vida de Sorel em Paris com a família do senhor de La Mole. Apesar de se movimentar na alta sociedade e de seus talentos intelectuais, a família e seus amigos menosprezam Sorel devido à sua origem plebeia. O ambicioso jovem está consciente do materialismo e hipocrisia da elite parisiense. O espírito contrarrevolucionário da época torna impossível mesmo para homens bem-nascidos, com intelecto e sensibilidade estética superiores, participar dos assuntos públicos na nação.
Sr. de La Mole, que gostava de Sorel, leva-o para uma reunião secreta e o envia em uma perigosa missão para a Inglaterra, onde ele retransmite a um destinatário não identificado uma carta política que ele aprendeu de cor. Sorel aprende a mensagem de forma mecânica, mas não consegue avaliar o seu significado. É na realidade parte de uma conspiração legitimista, e o destinatário é presumivelmente um aliado do duque d'Angoulême, então no exílio, em Inglaterra. Assim, arrisca sua vida para servir a essa facção a que mais se opõe. Ele se justifica, pensando apenas em ajudar o senhor de La Mole, um homem que ele respeita.
Mathilde de La Mole, filha do empregador de Sorel, ao longo dos meses anteriores, estava dividida entre o crescente interesse em Sorel por suas admiráveis qualidades pessoais e sua repugnância em se envolver com um homem de sua classe. Ela seduz e rejeita Sorel duas vezes, deixando-o muito feliz e orgulhoso por ter ultrapassado seus pretendentes aristocráticos. Durante a missão diplomática, o príncipe russo Korasoff lhe propõe um plano para conquistar Mathilde. Seguindo estas instruções a um custo emocional grande, ele finge desinteresse nela e provoca seu ciúme, utilizando uma coleção de 53 cartas prontas de amor que recebeu do príncipe para atrair a Sra. de Fervaques, uma viúva do círculo social da família.
Mathilde de la Mole volta para Sorel, e finalmente revela que está grávida. Antes do retorno de Sorel para Paris durante a missão, ela se tornou oficialmente noiva de um de seus muitos pretendentes, Sr. de Croisenois, um homem jovem amável, rico e que iria herdar um ducado.
O Sr. de La Mole fica lívido com a notícia da gravidez, mas começa a ceder em face da determinação de sua filha e sua afeição real por Sorel. Ele concede a Sorel uma propriedade que lhe traz uma renda e um título de nobreza, e um posto no exército. Ele parece pronto para abençoar um casamento entre os dois, mas sofre uma dramática mudança quando recebe uma carta, escrita pela Sra. de Rênal, a pedido de seu confessor, avisando que Sorel é nada mais que um alpinista social que ataca as mulheres vulneráveis.
Ao saber por Mathilde da decisão do Sr. de La Mole de nunca abençoar um casamento, Sorel corre para Verrières e atira em sua ex-amante durante a missa na igreja da cidade. Ela sobrevive, mas os capítulos finais do livro seguem o caminho de sua condenação e execução pelo crime.
Apesar dos incansáveis esforços para salvar a sua vida por Mathilde, Sra. de Rênal e os eclesiásticos dedicados a ele desde seus primeiros anos, Sorel é condenado à morte. Não há lugar na sociedade francesa contemporânea para um homem nascido sem nobreza e fortuna, e suas pontes foram queimadas.
Embora o amor de Mathilde permaneça o mesmo, suas visitas à prisão, com seu componente romântico exibicionista, aborrecem a Sorel.
Quando Sorel descobre que não matou Sra. de Rênal, seu amor por ela, que permaneceu no fundo da sua mente durante todo seu tempo em Paris, ressuscita. Ela vem visitá-lo regularmente em seus últimos dias, e morre de tristeza depois que ele é decapitado. Mademoiselle de La Mole reencena a história da rainha da França Margarida de Navarra do século XVI, visitando o corpo de seu amante morto, Boniface de La Mole, e beijando os lábios de sua cabeça decepada. Mathilde de La Mole leva a cabeça de Julien Sorel ao seu túmulo e transforma o seu local de enterro em um santuário decorado com esculturas italianas.

## Significado do título
O título original era simplesmente "Julien", mas depois Stendhal substituiu-o por Le Rouge et le Noir (O Vermelho e o Negro), que parece ser um título enigmático, sobre o qual Stendhal nunca deu uma explicação.
Existem por isso várias interpretações.
A mais comum é que o vermelho simboliza o exército e o negro o clero. Assim, durante todo o romance, o protagonista hesita entre o exército, e a sua paixão por Napoleão, e o clero, que lhe permitiu concluir os estudos e, por conseguinte, favoreceu a ascensão social. A ideia vem do jornalista Emile Fargues, justificando que "o vermelho significa que, no início, Julien, o herói do livro, tinha sido soldado; mas na época em que vivia, ele foi forçado a usar a batina". Mas alguns contrapõem que, em 1830, o uniforme do exército francês era azul, não vermelho. E além disso, o romance em si também nos dá traços: é a cor branca que Julien associa ao exército, pois se lembra de ter visto na sua infância "um certo cavaleiro do 6º, com uma longa capa branca."»
Outros fazem alusão à roleta, comparando o destino a um jogo de azar: pode cair no vermelho ou preto; alguns também acreditam nas cores da guilhotina, no vermelho da paixão e no negro da morte, à tensão entre Marte e Saturno.
Mas deve-se notar que Stendhal tende a dar aos seus romances títulos com nomes de cores, tais como O Vermelho e o Negro, A Rosa e o Verde, Lucien Leuwen (O Vermelho e o Branco).

## O Vermelho e o Negroe a sua época

### O caso Berthet
O caso Berthet (1827) representa a principal fonte de inspiração de Stendhal para o enredo do seu romance. Este caso foi do seu conhecimento dado que ocorreu em Brangues, pequena aldeia da sua região: o Isère. Julgado no Tribunal de Isère, estava relacionado com a execução de Antoine Berthet, filho de pequenos artesãos, que um padre assinalou muito cedo pela sua inteligência e que ajudou a entrar num seminário (católico). De saúde frágil, Berthet foi forçado a deixar o seminário e as suas condições de vida muito duras e encontrar um emprego. Tornou-se o preceptor dos filhos da família Michoud e, em seguida, muito rapidamente, o amante de Madame Michoud, a quem teve de deixar muito depressa. Após uma nova estadia num seminário mais famoso do que o anterior (o de Grenoble), Berthet encontra um novo lugar de preceptor numa família nobre desta vez, os Cordon, onde seduz a filha do patrão, que o descobre sem demora. Muito desgosto por não encontrar "posição" para a sua grande inteligência, Berthet decide vingar-se. Entra na igreja na sua aldeia quando o velho padre diz a missa, e dá um tiro de pistola na sua antiga amante, Madame Michoud. O seu julgamento ocorreu em dezembro de 1827, tendo sido executado em fevereiro de 1828 com vinte e cinco anos de idade..

### O caso Lafargue
O caso Lafargue ocorreu em 1829. Lafargue, um marceneiro, tinha alugado um par de pistolas e a seguir, apos disparar dois tiros de pistola na sua amante, Thérèse Loncan, decapitou-a enquanto ainda estava viva. Foi julgado pelo Tribunal dos Altos Pirenéus em março de 1829. Stendhal falou ele próprio deste caso em Promenades dans Rome (Passeios em Roma): «se agora se mata no povo, é por amor, como Otelo. Ver a admirável defesa do Sr. Lafargue, trabalhador marceneiro».

### Estudo social, político e histórico
O Vermelho e o Negro é também um romance histórico, pois Stendhal tenta desvendar os bastidores da Revolução de 1830, tendo como pano de fundo a estrutura social da França da época, as oposições entre Paris e a província, entre a nobreza e a burguesia, entre os jansenistas e os jesuítas.
Stendhal que, de facto, frequentava o Hotel de Castries, palácio de família de alta nobreza francesa e mais tarde sede de vários ministérios do governo de França, faz neste romance e, cinco anos mais tarde, em Vie de Henry Brulard (Vida de Henry Brulard), uma descrição exacta da época.

## Um romance psicológico
Para Nietzsche, Stendhal é o último dos grandes psicólogos franceses. Stendhal, um dos mais belos "perigos" da minha vida - porque tudo o que perdurou em mim me foi dado em aventura e não por recomendação, - Stendhal tem méritos inestimáveis "a dupla visão psicológica, "um sentido do fato que recorda a proximidade dos maiores dos realistas ("ex ungue Napaleonem", "pela mandíbula (se reconhece) Napoleão"), enfim, e esta não é a menor das suas glórias, um sincero ateísmo que só raramente se encontra em França, para não dizer quase nunca (...) Talvez eu tenha mesmo inveja de Stendhal. Ele roubou-me a melhor expressão que o meu ateísmo pudesse ter encontrado: "a única desculpa de Deus é a de não existir." Em "O Vermelho e o Negro", Julien Sorel é objecto de um estudo profundo. Ambição, amor, passado, tudo é analisado. O leitor segue com interesse crescente os meandros de seu pensamento, que condiciona as suas acções. Mathilde de la Mole e Madame de Rênal não são esquecidas. As suas respectivas paixões por Julien, iguais uma à outra, são colocadas em perspectiva. Todo o mundo é colocado a nu sob a pluma de Stendhal.

## Proibição após o golpe de Estado no Brasil em 1964
Após o golpe militar de 1964, o general Justino Alves Bastos, comandante do Terceiro Exército, ordenou, no Rio Grande do Sul, a queima de vários livros subversivos. Dentre os livros queimados, estava O Vermelho e o Negro.

## Adaptações
O Vermelho e o Negro foi objecto várias adaptações ao cinema e à televisão:
- Il rosso e il nero (Le Rouge et le Noir), filme mudo italiano de Mario Bonnard editado em 1920.
- (Le courrier secret), filme mudo alemão de Gennaro Righelli editado em 1928, com Ivan Mosjoukine no papel de Julien Sorel.
- Il corriere del re (O correio do rei), filme italiano de Gennaro Righelli editado em 1947, remake falado do anterior, com Rossano Brazzi, Irasema Dilián e Valentina Cortese.
- Le Rouge et le Noir (1954), filme franco-italiano de Claude Autant-Lara editado em 1954, com Gérard Philipe, Danielle Darrieux, Antonella Lualdi, Jean Martinelli.
- Le Rouge et le Noir (1961), telefilme de Pierre Cardinal editado em 1961, com Robert Etcheverry, Michel Etcheverry, Micheline Presle, Marie Laforêt, Jean-Roger Caussimon.
- Le Rouge et le Noir (1976), filme soviético de Sergueï Guerassimov editado em 1976, com Nicolaï Eremenko, Natalia Belokhvostikova.
- El rojo y el negro (Le Rouge et le Noir), telefilme cubano de 1979, com Evelio Taillacq no papel de Julien Sorel, Martha del Río no de Madame de Rênal, Marlén Díaz no de Mathilde de la Mole.
- Le Rouge et le Noir (1998), telefilme de Jean-Daniel Verhaeghe difundido em 1998, com Carole Bouquet, Kim Rossi Stuart, Judith Godrèche, Claude Rich, Olivier Sitruk.
- Em 2010, editora francesa Adonis publicou uma adaptação em histórias em quadrinhos em dois volumes na coleção Les incontournables de la littérature en BD, roteirizada por Djian, ilustrada por Toni Fejzula, e colorizada por Jocelyne Charrance,[13] em 2017, a  editora Glénat a adaptação foi republicada na coleção Les Grands Classiques de la littérature en bande dessinée.

## Adaptações audio
- Le Rouge et le Noir, lido por Michel Vuillermoz, éditions Thélème, 2008

### Artigos relacionados
- Stendhal
- Outros grandes romances de Stendhal: Lucien Leuwen (um romance inacabado por volta de 1834) e La Chartreuse de Parme (A Cartuxa de Parma)